# نادي سكونتو
نادي سكونتو هو نادي كرة قدم في لاتفيا تأسس في 15 ديسمبر 1991.

## وصلات خارجية
- الموقع الرسمي